# قائمة مواقع التراث العالمي في تونس

قائمة مواقع التراث العالمي في تونس هي قائمةٌ بمواقع التراث العالمي من الصنف الطبيعي، أو الثقافي أو المختلط (طبيعيّةٌ وثقافيّةٌ في نفس الوقت)، التي تقوم لجنة التراث العالمي التابعة لمنظمة اليونسكو بتقييمها والنظر في ملف ترشيحها، ليتم إدراجها ضمن برنامج مواقع التراث العالمي الذي تديره اليونسكو. وتشمل المواقع الطبيعية معالم طبيعية كالجبال، والغابات، والسهوب، والبراكين والجزر إلخ ذات مميزات فريدة. أما المواقع الثقافيّة فهي معالمٌ من صنع الإنسان ذات ميزة خاصة كالمعالم العمرانية مثل المدن والقلاع والحصون والأسوار ودور العبادة وغيرها، وفي بعض الحالات تكون المواقع مختلطةً (مثل موقع طبيعيٍّ مُميّزٍ ومشيّد فيه مبانٍ تاريخية).
وقد تمكنت تونس من تسجيل 9 مواقع في «لائحة التراث العالمي الرئيسية»، معظمها في المدن القديمة والعتيقة. وقد صُنّف أغلبها ضمن القسم الثقافي، بينما سجلت موقعًا ضمن الصنف الطبيعي. وفي عهد الرئيس المنصف المرزوقي عرفت طفرة واضحة بتسجيل 10 مواقع في سنة 2012 ضمن اللائحة الإرشادية الأولية عرفت إعدادًا محكمًا لملفات ترشيحها والمصادقة عليها، سبعةٌ منها ثقافيّة وثلاثةٌ طبيعيّة، واحد منها موقعٌ مختلط (ثقافي/طبيعي).
في سنة 1979، أدُرجت ثلاثة مواقع في تونس ضمن برنامج مواقع التراث العالمي، هذه المواقع كانت مدينة تونس العتيقة وموقع قرطاج الأثري ومدرج الجم الروماني، وصنّفت جميعها كمواقع ثقافيّةٍ. في العام التالي أُدرجت محمية إشكل الوطنية الواقعة في ولاية بنزرت كأولى المواقع الطبيعيّة التونسية ضمن القائمة. حتى الآن، رفض ملف ترشيحٍ لموقعٍ واحدٍ مقترحٍ للتسجيل، من طرف لجنة التراث العالمي وذلك سنة 1979، الموقع كان أرخبيل زمبرة الواقع في ولاية نابل.

## الإرث الحضاري

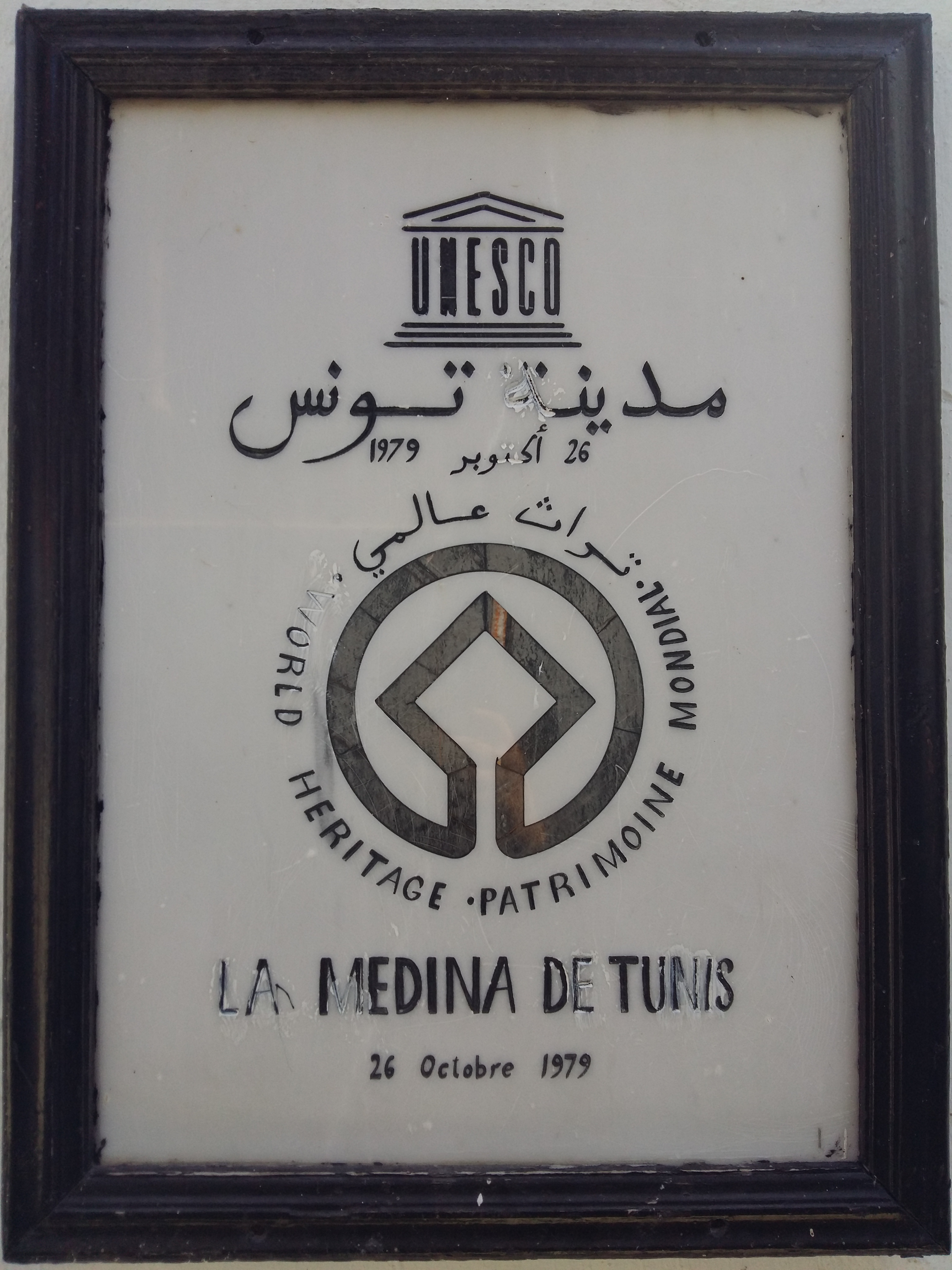
لوحة موقع التراث العالمي في مدينة تونس العتيقة منذ إدراج الموقع عام 1979.

شهدت تونس منذ العصور المبكرة أهم مراحل تطور الحضارة الإنسانية في مركزها الجنوب المتوسطي من العالم القديم، بين الحضارة الأمازيغية الأولى والحضارة البحرية القرطاجية، حيث كانت مهدها ومستقر عاصمتها قرطاج، مرورا بالمد الروماني، إلى أزهى عصور الحضارة الإسلامية وتمدد الإشعاع القيرواني والأندلسي، إلى العصور الحديثة، دون أن ينقطع هذا الخيط الحضاري كدولة عربية إسلامية من التأثر والتأثير المشترك في محيطه المغاربي والعربي والجنوب المتوسطي ككل إلى يومنا الحاضر، وقد خول له موقعه الإستراتيجي الجنوب المتوسطي، متوسطا شمال إفريقيا دورا مهما، أن يكون شاهدا على كل الأحداث والطفرات الحضارية التي تشهدها المنطقة منذ العصور الغابرة في التاريخ.
كل هذه الأمور ساعدت تونس بأن يتوفر على مواقع تاريخية مهمة، تصنف ضمن التراث الإنساني العالمي لقائمة اليونسكو، حيث تمكنت تونس إلى حدود أواخر سنة 2015 من تسجيل 8 مواقع في لائحة التراث العالمي ضمن القائمة الرئيسية، و10 موقع ضمن «القائمة الإرشادية المؤقتة»، معظمها في عهد الرئيس السابق المنصف المرزوقي.

## القائمة

### القائمة الرئيسية
| الصورة | الاسم                           | الموقع والإحداثيات                                       | معيار الإختيار | الرقم | سنة التسجيل | الوصف العام |
| ------ | ------------------------------- | -------------------------------------------------------- | -------------- | ----- | ----------- | --- |
|        | مدينة تونس العتيقة              | ولاية تونس 36°48′0″N 10°10′12″E / 36.80000°N 10.17000°E  | ثقافي          | 36    | 1979        | اعتبرت تونس في فترة حكم المهديين والحفصيين منذ القرن الثاني عشر ولغاية السادس عشر إحدى أهم مدن العالم الإسلامي. وتتضمن 700 موقع من قصور ومساجد وأضرحة ومدارس وموارد مياه. |
|        | موقع قرطاج الأثري               | ولاية تونس 36°51′11″N 10°19′23″E / 36.85306°N 10.32306°E | ثقافي          | 37    | 1979        | تأسست في القرن التاسع قبل الميلاد عند خليج تونس ثم تحولت منذ القرن السادس إلى إمبراطورية تجارية وقد شكلت مركزاً تجارياً. دمرت نهائياً عام 146 ق. م، فقامت على أنقاضها قرطاج ثانية رومانية. |
|        | مدرج الجم الروماني              | ولاية المهدية 35°18′N 10°43′E / 35.300°N 10.717°E        | ثقافي          | 38    | 1979        | هو مدرّج يتسع لما يعادل 35000 مشاهد يعود إنشاؤه إلى القرن الثالث الميلادي في فترة الإمبراطورية الرومانية. |
|        | محمية إشكل الوطنية              | ولاية بنزرت 37°10′N 9°40′E / 37.167°N 9.667°E            | طبيعي          | 8     | 1980        | تشكّل بحيرة إشكل ومناطقها مكاناً حاضناً للعديد من الطيور المهاجرة، من بطّ وأوز ولقالق ونحام زهري وغيرها. كما أنها تحتوي على سلسلة من البحيرات التي امتدت قديماً عبر أفريقيا الشمالية. |
|        | مدينة كركوان البونيقية ومقبرتها | ولاية نابل 36°56′47″N 11°05′57″E / 36.94639°N 11.09917°E | ثقافي          | 332   | 1985        | مدينة أثرية هجرت خلال الحرب البونيقية الأولى في سنة 250 قبل الميلاد تقريباً ولم يعد الرومان بناءها، وهي تتضمن الآثار الوحيدة لمدينة فينيقية بونيقية متبقية. |
|        | مدينة سوسة العتيقة              | ولاية سوسة 35°50′N 10°38′E / 35.833°N 10.633°E           | ثقافي          | 498   | 1988        | كانت تعد مرفأ تجارياً وعسكرياً هاماً في عهد الأغالبة. وكانت تشكل نظام دفاعي ساحلي بقصبتها وأسوارها ومدينتها القديمة والمسجد الكبير ورباطها النموذجي الذي يجمع بين عمله كقلعة وموقع ديني. |
|        | القيروان                        | ولاية القيروان 35°40′N 10°06′E / 35.667°N 10.100°E       | ثقافي          | 499   | 1988        | نشأت عام 670 م في فترة حكم الأغالبة، ويتضمن تراثها المعماري المسجد الكبير بأعمدته المصنوعة من الرخام التقليدي والرخام السماقي ومسجد الأبواب الثلاثة الذي يعود إنشاؤه إلى القرن التاسع الميلادي. |
|        | دقة                             | ولاية باجة 36°25′20″N 9°13′6″E / 36.42222°N 9.21833°E    | ثقافي          | 794   | 1997        | كانت تشكل مدينة دقّة عاصمة لدولة ليبية بونيقية وذلك قبل قيام الإمبراطورية الرومانية بضم نوميدية. كانت مزدهرة في فترة حكم الرومان والبيزنطيين. |
|        | جزيرة جربة                      | ولاية مدنين، جربة 33°47′N 10°53′E / 33.783°N 10.883°E    | ثقافي          | 5686  | 2023        | تعتبر أكبر جزيرة في منطقة شمال إفريقيا، تقع بخليج ڨابس منفتحة في ذات الوقت على المتوسّط والصّحراء. يوجد مضيق يفصل الجزيرة عن القارّة، يبلغ اتساعه كيلومترين أمّا الثّاني فهو برّي اِنطلاقا من الڨنطرة بواسطة طريق يشقّ البحر تعود جذوره إلى العهد الرّوماني. بالإضافة إلى موانئ عديدة كانت منذ القديم وإلى اليوم نقاطا رئيسيّة لإرساء البواخر، وتمرّ بقرب هذه الموانئ أودية تحت مائيّة تسمح بوصول السّفن ولذلك أنشئت حول هذه الموانئ تحصينات دفاعيّة لمنع الأعداء من اختراقها. للجزيرة تراث ثقافي ثري من أبرز معالمه الجوامع، وبروج مراقبة تسمى أربطة على امتداد شواطئها، كل برج رباط وفي ذات الوقت مسجد. وفي العمق صف ثاني للدفاع يتكون من مساجد هي أيضا قلاع محصنة، وتتصل بالرباطات باستخدام الدخان نهارا والنار ليلا. تعاني الجزيرة من شح المياه وقد وظف كسلاح فحسم هذا العامل حروبا عديدة قاومت بها الجزيرة الغزاة، ويحفظ الماء بتجميعه عبر تجميعه في مساحات مبلطة وإيصاله عبر قنوات في فساقي تخزن فيها المياه لتظل عذبة، تتواجد بعضها تحت المساجد لاستعمالها في فترة شح المياه. |

### القائمة الإرشادية المؤقتة لمواقع التراث العالمي في تونس
القائمة الارشادية المؤقتة لمواقع التراث العالمي، أو القائمة المؤقتة أو القائمة الأولية لمواقع التراث العالمي (بالإنجليزية Tentative List) (بالفرنسية تسمى Listes indicatives)، وهي جرد لخصائص موقع ما لكل دولة على حدى، التي تعتزم كل دولة طرف أن تنظر في ترشيحها مستقبلا. وهي خطوة أولية أو تمهيدية ضرورية لولوج اللائحة الرسمية لمواقع التراث العالمي حسب اليونسكو، يتم المصادقة عليها من طرف لجنة التراث العالمي.
وقد سُجل لتونس 10 مواقع ضمن اللائحة الإرشادية التمهيدية لليونسكو، جلها أُدرجت سنة 2012 أثناء ولاية الرئيس السابق المنصف المرزوقي والمرتبة حسب تاريخ إدراجها كالتالي:
| الصورة | الاسم                                           | الموقع والإحداثيات                                                                          | معيار الإختيار     | الرقم | سنة التسجيل | الوصف العام |
| ------ | ----------------------------------------------- | ------------------------------------------------------------------------------------------- | ------------------ | ----- | ----------- | --- |
|        | شبكة قنوات مياه زغوان                           | ولاية زغوان 36°24′N 10°09′E / 36.400°N 10.150°E                                             | ثقافي              | 5685  | 2012        | بني في أوائل القرن الثاني الميلادي من خلال إنجاز العديد من الحنايا (الحنايا: هي سواقي طويلة شيدت في العهد الروماني لنقل المياه) من منبع مياه جبل زغوان، واتخذت كمعبد للمياه في عهد الإمبراطوربة الرومانية في تونس، وقد أمر الإمبراطور الروماني أدريانوس خلال فترة حكمه بتشييد الحنايا، وجلب المياه من زغوان إلى مدينة قرطاج التي كانت مركز الحكم آنذاك، بعد أن اجتاحت البلاد 5 سنوات من الجفاف. وهذا هو أكبر مركب هيدروليكي روماني بزغوان-قرطاج من نوعه على الإطلاق. فهو يجمع بين ثلاثة عناصر هي: مستجمعات المياه من أربعة مصادر رئيسية. له قيمة أثرية كبيرة، فهي قناة مائية من 132 كم، تمر فوق سطح الأرض وتحتها، في العديد من الأماكن والأروقة. الشبكة قد تغيرت عن مشهدها الأصلي إلى يوم وكان لها طول استثنائي منذ ذلك الحين، حتى يومنا هذا، فإن الكثير من خطوط أنابيبها لا يزال يعمل. في بلدان المغرب العربي، ليس هناك شبكة هيدروليكية مماثلة بهذا الحجم والتعقيد الفني والمعماري. |
|        | الموقع الأثري شمتو                              | ولاية جندوبة، شمتو 36°29′30.84″N 8°34′34.28″E / 36.4919000°N 8.5761889°E                    | ثقافي              | 5687  | 2012        | شِمْتُوأو يعرف موقع شمتو "سيميتو" (باللاتينية: Simitthus أو Colonia Iulia Augusta Numidica Simitthensium) هو موقع أثري تونسي يقع قرب مدينة جندوبة يرجع إلى العهد النوميدي. يعرف موقع شمتو منذ القدم بمحاجر الرخام الأصفر والوردي الذي اشتهر باسم "جيالو نيميدسيوم" والذي كان يستعمل في زخرفة المباني االكبرى والمباني الفخمة من معابد وقصور الأبهة وغيرها. يرجع تاريخ الموقع إلى القرن الخامس قبل الميلاد، ومن أبرز معالمه ضريح أقامه الملك الأمازيغي النوميدي مكيبسا لوالده ماسينيسا. يوجد في الموقع أيضا عدة مخلفات للعهد الروماني كبازيليك وقوس نصر ومدرج ودكاكين صغيرة. اقترن اسم الموقع بدرجة كبيرة برخام أصفر ووردي يستخرج من مقاطع توجد به. تمت حملة واسعة للحفريات وتهيئة للموقع في إطار التعاون التونسي الألماني. يضم كذلك الموقع متحفًا. |
|        | حدود الإمبراطورية الرومانية: اللمس في جنوب تونس | آثار حدود لليمس في مناطق متفرقة جنوب تونس: تطاوين، قبلي، قابس                               | ثقافي              | 5688  | 2012        | الليمس هو مجموعة الأنظمة العسكرية والدفاعية والاقتصادية التي شكلت حزاما واقيا للإمبراطورية الرومانية في وجه الثورات وتثبيتا لهيمنة روما الاستعمارية. تتخلله خنادق تتخللها شبكة من الطرق والحصون العسكرية ومراكز الحراسة والجسور ومخازن التموين وقلاع وخنادق ومراكز المراقبة للسيطرة على إفريقيا الشمالية والتحكم في مواردها الاقتصادية. قي منطقة المغرب العربي حاليا، يمتد عرضا من طرابلس مرورا بالبحيرات التونسية. وبعد ذلك يقطع تاخمارت ويعبر مرورا بتازة منعرجا بمدينتي وليلي وطنجة حتى يصل إلى جنوب الرباط. وقد كان هدفه استغلال ثروات أفريقيا الشمالية مثل الذهب. أما سائر مشروع لليمس الإمبراطوري، فبمتد على أكثر من 5,000 كم من ساحل المحيط الأطلسي في شمال بريطانيا، مرورا عبر أوروبا إلى البحر الأسود، ومن هناك إلى البحر الأحمر وشمال أفريقيا عودة إلى ساحل المحيط الأطلسي مرورا بوليلي. ولقد أنشئ الليمس علي مرحلتين: الأولى خلال القرن الأول قبل الميلاد، يمتد من خليج سرت الليبي شرقا إلى مدينة مليلية المغربية غربا. والمرحلة الثانية خلال القرن الثاني الميلادي، امتد انجازه إلى وليلي غربا.                                                       |
|        | مدينة صفاقس العتيقة                             | ولاية صفاقس، صفاقس 34°44′N 10°46′E / 34.733°N 10.767°E                                      | ثقافي              | 5689  | 2012        | تأسست سنة 849 م على أنقاض قريتين رومانيتين قديمتين. بحلول القرن العاشر أصبحت صفاقس دولة مدينة. دخلت في ملك "روجر صقلية" عندما احتلها لمدة ثمانية سنوات من عام 1148 م إلى أن حررتها القوى المحلية عام 1156 م. احتلها الأسبان لفترة قصيرة في القرن السادس عشر. ثم حاولت البندقية احتلالها عام 1785م إلا أن تلك المحاولة باءت بالفشل. في 1804 دخلت مع دول الساحل البربري في حرب مع الولايات المتحدة. احتلتها فرنسا في النصف الأول من القرن ال20. في الحرب العالمية الثانية اتخذت دول المحور من صفاقس قاعدة رئيسية حتى هزمتهم قوات بريطانيا. بعد الحرب العالمية الثانية عادت تونس للاستعمار الفرنسي حتى استقلالها عام 1956. لهما مآثر تاريخية ثمينة بالمدينة القديمة ستختزل تاريخ 1200 سنة، أهمها برج القصر ومتحف العمارة التقليدية بصفاقس وجامع عبد المولى ورباط سيدي خنفر والمقاهي القديمة في المدينة العتيقة وسوق الكامور، جامع المسدي ودار القرآن الكريم وزاوية سيدي سعادة وغيرها. |
|        | الأضرحة الملكية لنوميديا وموريطانيا             | نقاط مختلفة بين مدنين، سليانة، باجة، الكاف، جندوبة                                          | ثقافي              | 5684  | 2012        | تركت حضارة الشعوب الأصلية القديمة في المغرب العربي (الحضارة الأمازيغية)، كحضارة النوميديين مثلا، أدلة أثرية عديدة تتكون أساسا من المعالم الجنائزية من النوع الصخري وتسمى "المقابر الملكية".. أهم هذه المعالم المتبقية في تونس يتوزع بين مدنين، سليانة، باجة، الكاف، جندوبة |
|        | المنتزه الوطني بالفايجة                         | 36°46′10.92″N 8°39′10.44″E / 36.7697000°N 8.6529000°E                                       | ثقافي              | 5383  | 2008        | منتزه وطني تونسي يقع في الشمال الغربي قرب الحدود الجزائرية، على بعد 195 كم من مدينة تونس، على مساحة 2632 هكتار، تضم أجمل غابات الزان والفرنان بشمال أفريقيا. وحولي 25 نوع من الثدييات، يمثل الأيل الأطلسي أهم الحيوانات التي تميز غابة الفايجة والتي من أجله أحدثت محمية خصصت لحمايته. ويعتبر الخنزير البري بفضل حرثه للأرض بفناطيسه بحثا عن الأكل، من الحيوانات التي تساعد على نمو البذور. ثعلب الأطلس والزيردة والدلدل من اللبونات التي تعيش بالحديقة، إضافة إلى السبع من الثدييات التي تم إعادة احيائها بالحديقة إلى جانب النمس الذي عرف بحدة بصره وذكائه وهو ماهر في صيد الأفاعي، إذ رغم فقدانه لجهاز مناعة يحميه سم الأفاعي فإنه لا يخشي مصارعتها. ومن الخفافيش الصغيرة يطيب عيشها في تجويف أشجار الفرنان. تعد الطيور أكثر من 100 نوعا، بين مهاجرة وقارة. كنقار الخشب في غابة الزان والنقار الأخضر والنقار الشامي. كما يقوم البوحريش بدور حارس الغابة، إذ بصوته المميز يحذر بقية حيوانات الغابة من الخطر. وما يميز هذا الطير قدرته على تقليد أصوات الطيور الأخرى. يعتبر صقر بولحناش كما يدل عليه اسمه من الطيور التي عرفت باصطيادها للثعابين التي تتغذى بها. |
|        | المنتزه الوطني جبل بوهدمة                       | تمثّل الحديقة جزءا من ولايتي سيدي بوزيد وقفصة 34°28′37″N 9°37′29″E / 34.47694°N 9.62472°E    | طبيعي              | 5384  | 2008        | المنتزه الوطني ببوهدمة يمثّل جزءا من ولايتي سيدي بوزيد وقفصة، ويقع في وسط الجمهورية التونسية. على مساحة تقدر ب16448 هكتارا، وتعتبر آخر مناطق السافانا في شمال أفريقيا. تضم العديد من الأصناف المحتلفة للحيوانات البرية، وبالنسبة للغطاء النباتي، تمثّل أشجار الطلح أو السنط الّتي تعرف كذلك باسم الأكاسيا راديانا المكوّن الأساسيّ للغطاء النّباتيّ للحديقة. وقد كانت هذه الأشجار تغطي حوالي 38 ألف هكتار في سنة 1853، لم يبق منها في 1957 سوى عشرة هكتارات، وبفضل الحماية تمكن الطلح من الانتشار مجددا على مساحة تقدر الآن بحوالي 16 ألف هكتار. يعتبر وجود هذه الشجرة أهم العوامل التي تساعد على إعادة الحياة الطبيعية للمنطقة نظرا لعدة خصال تتمتع بها، إذ أنّ جذورها تغوص في الأرض إلى عمق 40 مترا مما يساعدها على مقاومة الجفاف عدّة سنوات متتالية، كما تتصدى أغصانها الشائكة بكل قوة للرياح الرملية العاتية وتضع بذلك حدّا لزحف الرمال وتشكل مقاومة فعالة للتصحر، |
|        | شط الجريد                                       | الجنوب التونسي يمتد من مدينة قبلي شرقًا إلى مدينة حزوة غربًا33°43′N 8°21′E / 33.717°N 8.350°E | طبيعي              | 5385  | 2008        | شط الجريد هو شط يقع في الصحراء التونسية، وهو يمتد من مدينة قبلي شرقًا إلى مدينة حزوة غربًا، إذ يبلغ عرضه الأقصى 120 كم ويشغل مساحة 7.000 كم2. يعتبر شط الجريد من أهم مميزات الجنوب الغربي التونسي. تتفجر المياه فيه في الشتاء، وفي الصيف تكسوه طبقة من الملح. تحدث عنه الرحالة والمستكشفون والجغرافيون القدماء، اعتبره الجميع وصفه بعضهم ب –المعدن المنصهر والرخام المصقولـ ويذهب "هيرودوت" إلى أن الشّط كان مرتبطا بالبحر الأبيض المتوسط وهذا ما يذهب إليه ابن الشباط في قوله: "إنه من المحتمل أن تكون هذه السبخة (شط الجريد) من قدم الزمان بحرا متصلا ببحر قابس، فإن البحار تتحول من أماكنها وكان هذا الشط يسمى قديما "تريتون" وتتبدل ألوانه مع كل فصل مما يزيد في سحره وفي تفجير الحكايات العجيبة حوله وحول تسريباته الخادعة. |
|        | واحات قابس                                      | ولاية قابس 33°53′N 10°07′E / 33.883°N 10.117°E                                              | مختلط: طبيعي/ثقافي | 5386  | 2008        | واحة متوسطية فريدة من نوعها تتميز بموقع جغرافي جمعت فيه بين البحر والواحة والصحراء وسلسلة جبال مطماطة. ولكن الواحة باتت تعاني من الإهمال والبناء الفوضوي الذي بات يخربها بيئيا. حيث أكدت العديد من الدراسات أن المساحات الخضراء باتت تسير إلى الإختفاء تدريجيا وسط قلق العديد من البيئيين. |

### مواقع رفضت ملفاتها
حتى الآن، تم رفض ملف لموقع مرشح واحد مقترح للتسجيل، من طرف لجنة التراث العالمي وذلك في سنة 1979م:
| الصورة | الاسم        | الصنف | الموقع والإحداثيات                                                    | سنة رفض الملف | الوصف العام |
| ------ | ------------ | ----- | --------------------------------------------------------------------- | ------------- | --- |
|        | أرخبيل زمبرة | طبيعي | ولاية نابل، أرخبيل زمبرة 37°07′0″N 10°48′14″E / 37.11667°N 10.80389°E | 1979          | أرخبيل زمبرة أو أرخبيل الجامور: هو موقع طبيعي خلاب، يتكون من مجموعة أربع جزر تقع في عرض خليج تونس مقابلة لساحل شمال غربي الوطن القبلي، وهي: -الجامور الكبير أو زمبرة -الجامور الصغير أو زمبريتا وجزيرتان صغيرتان هما: لانتورشو والكاتدرائية. |

## خريطة
| قصر الجم القيروان قرطاج إشكل كركوان دُڤة مدينة تونس العتيقة مدينة سوسة العتيقة مواقع التراث العالمي في تونس. |

### قوائم متعلقة
- قائمة مواقع التراث العالمي في المغرب العربي
- مواقع التراث العالمي في أفريقيا
- قائمة مواقع التراث العالمي في الدول العربية

## وصلات خارجية
- للإطلاع على جميع النقاط المذكورة في هذه الصفحة: المرجو النظر في خرائط قوقل هنا
- (بالعربية) قائمة التراث العالمي - الموقع الرسمي
- (بالإنجليزية) موقع اليونسكو الخاص باتفاقية حماية التراث العالمي الثقافي والطبيعي
- (بالعربية) الفيديو الوثائقية عن التراث العالمي - هيئة الإذاعة اليابانية